# ユーリ・レヴィタン
ユーリ・ボリソヴィッチ・レヴィタン（ロシア語:Юрий Борисович Левитан, 1914年10月2日(ユリウス暦9月19日) - 1983年8月4日）は独ソ戦時代の戦況発表で知られるソビエト連邦のアナウンサー。彼の放送は通常「お知らせします。モスクワからお送りしています。」の一声ではじまった。彼の声によって各地の戦闘における赤軍の勝利、空襲警報そして1945年5月9日のナチス・ドイツ降伏の初の公式発表が行われた。戦後もスターリンの死やソ連初の有人宇宙飛行成功を知らせる初の公式発表を行っており、彼の声は全ソ連国民に知られていた。